# Christian Friedrich von Kauffberg
Christian Friedrich von Kauffberg, auch Christian Friedrich von Kaufberg, († 1741) war ein sachsen-saalfeldischer Landkammerrat, Hofrat und fürstlich-sachsen-weißenfelsischer Amtmann in Weißensee sowie Rittergutsbesitzer.

## Leben
Er stammte aus dem thüringischen Adelsgeschlecht von Kauffberg und war der Sohn von Johann Caspar von Kauffberg und der Bruder des schwarzburg-sondershausenschen Kammerjunkers Caspar Heinrich von Kauffberg, der bei der Versteigerung das Erblehngut Schönstedt im Amt Weißensee erworben hatte, und Vater von Friedrich August von Kauffberg (1746–1808) war. Der Rittergutsbesitzer Johann Martin von Kauffberg zu Berga war ebenfalls sein Bruder. Dieser starb am 26. November 1741 in Berga unter Hinterlassung des unmündigen Sohns Adam Martin Günther von Kauffberg (* 1. April 1741 in Berga).
Christian Friedrich von Kauffberg schlug eine Verwaltungslaufbahn im Dienst der Wettiner ein und wurde in Saalfeld zum Landkammerrat und später in der Residenzstadt des Herzogs von Sachsen-Weißenfels zu dessen Hofrat ernannt. Praktische Dienste leistete er seinem Landesherrn in Weißensee, wo er mehrere Jahre auf der dortigen Runneburg als Amtmann des Amtes Weißensee eingesetzt war. Als finanzielle und wirtschaftliche Grundlage diente ihm das vom Vater ererbte Rittergut Schönstedt.
Er war mit Johanna Charlotta geborene von Breitenbauch aus dem Hause Brandenstein verheiratet, die er am 7. Februar 1720 auf der Burg Ranis geheiratet hatte.
Christian Friedrich von Kauffberg starb im Jahre 1741 in Weißensee und hinterließ die unmündigen beiden Söhne Johann Christian (getauft 25. Februar 1725 in Berga) und Ludwig Adolph Heinrich von Kauffberg, die zum Zeitpunkt seines Tode in anhalt-dessauischen bzw. preußischen Kriegsdienst standen. Beide hielten sich 1746 in Berlin auf.
Der preußische Generalmajor und Chef des Infanterieregiments Nr. 51 Friedrich August von Kauffberg war sein Enkel.